# 自然-物理学
《自然-物理学》（英文：Nature Physics）是《自然》雜誌的物理学分册，也是该学科领域经由同行评审的权威科学期刊。该杂志由自然出版集团按每月一期出版，2014年度的影响因子为20.147。